# Episodi di Chicago Fire (decima stagione)
La decima stagione della serie televisiva Chicago Fire, viene trasmessa in prima visione negli Stati Uniti d'America su NBC dal 22 settembre 2021 al 25 maggio 2022.
In Italia è stata trasmessa dal 16 novembre 2021 al 2 agosto 2022 su Sky Serie. In chiaro la prima parte viene trasmessa su Italia 1 dal 20 luglio al 17 agosto 2022, mentre la seconda dal 25 maggio al 29 giugno 2023.
| nº | Titolo originale                | Titolo italiano                  | Prima TV USA      | Prima TV Italia  |
| -- | ------------------------------- | -------------------------------- | ----------------- | ---------------- |
| 1  | Mayday                          | Mayday                           | 22 settembre 2021 | 16 novembre 2021 |
| 2  | Head Count                      | L'appello                        | 29 settembre 2021 | 23 novembre 2021 |
| 3  | Counting Your Breaths           | Controlla il respiro             | 6 ottobre 2021    | 30 novembre 2021 |
| 4  | The Right Thing                 | La cosa giusta                   | 13 ottobre 2021   | 7 dicembre 2021  |
| 5  | Two Hundred                     | Duecento                         | 20 ottobre 2021   | 14 dicembre 2021 |
| 6  | Dead Zone                       | Nessuna via d'uscita             | 27 ottobre 2021   | 21 dicembre 2021 |
| 7  | Whom Shall I Fear?              | Chi dovrò temere?                | 3 novembre 2021   | 28 dicembre 2021 |
| 8  | What Happened at Whiskey Point? | Cos'è successo al Whiskey Point? | 10 novembre 2021  | 4 gennaio 2022   |
| 9  | Winterfest                      | Winterfest                       | 8 dicembre 2021   | 11 gennaio 2022  |
| 10 | Back with a Bang                | Ritorno esplosivo                | 5 gennaio 2022    | 18 gennaio 2022  |
| 11 | Fog Of War                      | Tra due fuochi                   | 12 gennaio 2022   | 25 gennaio 2022  |
| 12 | Show Of Force                   | Dimostrazione di forza           | 19 gennaio 2022   | 24 maggio 2022   |
| 13 | Fire Cop                        | Puzza di bruciato                | 23 febbraio 2022  | 31 maggio 2022   |
| 14 | An Officer With Grit            | Un ufficiale grintoso            | 2 marzo 2022      | 7 giugno 2022    |
| 15 | The Missing Piece               | Il pezzo mancante                | 9 marzo 2022      | 14 giugno 2022   |
| 16 | Hot and Fast                    | Passionale e rapido              | 16 marzo 2022     | 21 giugno 2022   |
| 17 | Keep You Safe                   | Ti proteggo io                   | 6 aprile 2022     | 28 giugno 2022   |
| 18 | What's Inside You               | Quello che c'è dentro di te      | 13 aprile 2022    | 5 luglio 2022    |
| 19 | Finish What You Started         | Finisci ciò che hai iniziato     | 20 aprile 2022    | 12 luglio 2022   |
| 20 | Halfway To The Moon             | A metà strada dalla luna         | 11 maggio 2022    | 19 luglio 2022   |
| 21 | Last Chance                     | Un'ultima occasione              | 18 maggio 2022    | 26 luglio 2022   |
| 22 | The Magnificent City Of Chicago | Chicago è una magnifica città    | 25 maggio 2022    | 2 agosto 2022    |

## Mayday
- Titolo originale: "Mayday"
- Diretto da: [[]]
- Scritto da: [[]], [[]]

### Trama
La barca che la squadra è andata a soccorrere è affondata e tutti sono rimasti sotto e senz'aria. Severide prova a trovare una via d'uscita mentre Casey si prepara ad intervenire. Con un'esplosione controllata, Severide crea un varco e fa uscire tutti tranne Cruz che è svenuto. A fatica riesce a tirarlo fuori, salvandolo. Cruz viene quindi ricoverato in ospedale e dovrà stare fermo per un po' di tempo. Boden viene chiamato dalla vice-commissario Hill per annunciargli che il posto di vice-comandante di distretto è suo. Cruz ritorna al lavoro mentre Gallo, Ritter e Violet incominciano a pensare ad un'attività secondaria. Cruz scopre parlando con i compagni di squadra che Severide l'ha salvato ma che è andato ben oltre i suoi limiti, rischiando parecchio. Boden annuncia in caserma la promozione a vice-comandante di distretto. Più tardi, Kidd al Molly fa capire a Boden che non vorrebbe che lui lasciasse la caserma poiché quest'ultima cambierebbe irreparabilmente. Boden si informa pertanto con il vice-commissario se è possibile per lui rimanere presso la 51 invece di trasferirsi. Hermann promette a Cruz il patio del Molly gratuitamente per il baby shower. In un intervento mentre Cruz mettendosi la maschera accusa qualche difficoltà relativa al trauma avuto nell'incidente con la barca, Casey effettua un salvataggio particolare che viene filmato. Il trio Gallo, Ritter e Violet trova finalmente l'attività secondaria, un micro birrificio, mentre Cruz e la moglie vengono portati al Molly dove festeggeranno assieme a tutta la caserma il baby shower.

## L'appello
- Titolo originale: "Head counr"
- Diretto da: [[]]
- Scritto da: [[]], [[]]

### Trama
Brett spiega a Casey il progetto per ridurre le chiamate non urgenti dell'ambulanza e Boden comincia a svuotare l'ufficio. Casey scopre che la sua ultima impresa è stata oggetto di un video che è diventato virale online. In un intervento in cui un'auto si è incastrata sotto ad un camion, Cruz, dopo aver indossato la maschera, si trova a contatto con l'acqua per spegnere l'incendio e va in panico. Alla fine dell'intervento rimane solo l'autopompa per gestire alcune incombenze ed improvvisamente Hermann sente la voce di un bambino che era rimasto incastrato nell'auto in modo tale da non essere visto. Richiede pertanto l'invio di un'ambulanza che tarda ad arrivare e pertanto chiama Brett che essendo lì vicino interviene poco dopo. Casey viene intervistato dalla TV in seguito al suo salvataggio e viene incoraggiato dal dipartimento a fare un po' di pubblicità allo stesso sulla scia di questo ultimo evento. Brett ed Hermann vengono chiamati nell'ufficio di Boden dove è arrivato il nuovo capo dei paramedici Hawkins: la chiamata per l'ambulanza non è stata gestita come da protocollo ed Hermann si prende tutta la colpa rischiando la carriera. Kidd fa notare a Severide che Cruz non si comporta come al solito e Severide promette di tenerlo d'occhio. Hermann viene convocato da Boden per la faccenda dell'ambulanza. Cruz, interrogato da Severide sul suo stato di salute, gli dice, mentendo, che è tutto a posto. Brett chiede a Boden l'appoggio per il suo progetto di paramedicina ma quest'ultimo le dice che dovrà rivolgersi al capo dei paramedici Hawkins. Alla fine dell'episodio compare in caserma uno dei figli di Darden, il collega di Casey morto nel primo episodio della prima serie: il ragazzo ha bisogno di aiuto.

## Controlla il respiro
- Titolo originale: "Counting Your Breathes"
- Diretto da: [[]]
- Scritto da: [[]], [[]]

### Trama
Mentre Boden comincia la sua nuova attività alla 90, il figlio di Darden viene accolto in caserma. Durante un intervento in cui viene calato a testa in giù in un pozzo, Cruz va in panico e viene sostituito da Severide il quale al termine dell'intervento, dopo essere rientrati in caserma, lo sospende. Brett chiama il dipartimento per fissare un appuntamento con il suo capo per presentargli il programma di paramedicina. Il figlio di Darden chiede a Casey di spiegargli come è morto suo padre e Casey lo accompagna sul luogo dell'incendio in cui il padre morì. Mentre Hawkins respinge il progetto di Brett, Hermann assaggia la produzione del trio del micro birrificio e li indirizza da un suo conoscente che potrà aiutarli nella produzione. Vanno pertanto all'appuntamento e ottengono uno spazio all'interno del suo birrificio per la loro produzione in cambio di una parte della stessa. Stella convince Severide a parlare con Cruz e capire cosa non va e Severide lo va a trovare a casa e lo convoca per un riaddestramento. Intanto Mouch sapendo dell'insuccesso di Brett, va a parlare con il capo Hawkins di cui conosceva il padre per perorare la causa di lei. Il figlio di Darden confida a Casey che in Oregon con il fratello le cose non vanno per niente bene. Mentre Cruz al riaddestramento dimostra di stare riprendendosi, Casey promette al figlio di Darden che sta per ritornare in Oregon che lo andrà a trovare presto.

## La cosa giusta
- Titolo originale: "The right thing"
- Diretto da: [[]]
- Scritto da: [[]], [[]]

### Trama
Casey prepara le valigie per andare in Oregon a trovare i figli di Darden ed Hermann aggiorna Boden sugli sviluppi alla 51 durante il previsto caffè mattutino del lunedì mattina. Alla 51 si presenta il sostituto momentaneo di Casey e Severide si congratula con Cruz per l'ultimo intervento in cui l'ha visto decisamente migliorato. Hawkins si presenta in caserma per conoscere meglio Brett e segue i due paramedici per un turno. Casey arriva in Oregon e trova una situazione abbastanza difficile: la zia dei due ragazzi li ha abbandonati ed essi fanno fatica a gestirsi da soli. Hawkins dopo un intervento impegnativo da parte dei paramedici, si convince del valore di Brett e decide di far partire il programma di paramedicina con 6 mesi di prova consegnando a Brett un'ambulanza dedicata. Casey parla con l'assistente sociale che segue il caso dei ragazzi e si propone come tutore degli stessi a Chicago ma i ragazzi hanno il carcere dove è rinchiusa la madre poco distante da lì ed in più si sono integrati a fatica e pertanto l'assistente sociale ritiene non sia opportuno spostarli. Casey sta per ripartire per tornare a Chicago quando trova nella stanza dei ragazzi il suo distintivo ed il distintivo di Darden dell'epoca in cui egli morì e capisce che è necessario che rimanga a fianco dei ragazzi. Brett ringrazia Mouch per l'intercessione con Hawkins e gli propone di aiutarla nel programma di paramedicina. Casey rientra durante la notte in caserma e confida ad Hermann che ha deciso di trasferirsi in Oregon per aiutare i ragazzi.

## Duecento
- Titolo originale: "Two hundred"
- Diretto da: [[]]
- Scritto da: [[]], [[]]

### Trama
Casey confida a Brett di volersi trasferire in Oregon per seguire i ragazzi e successivamente annuncia a tutta la caserma la sua partenza. Alla 51 arriva uno dei capi del Dipartimento per parlare con Hermann ed egli crede che sia per la storia dell'intervento dell'ambulanza ma invece gli viene semplicemente richiesto il Molly per una festa. Brett comincia il servizio di paramedicina con l'aiuto di Mouch. L'assistente di Boden si reca al dipartimento poiché ha notato che la caserma 90 pare non essere più la caserma più centrale e scopre che la 51 è quella posta più al centro e pertanto Boden potrebbe spostare la sua sede di nuovo presso la 51. Durante l'ultimo intervento in cui Casey salva Severide da un crollo, quest'ultimo gli confida che gli mancherà molto il suo capitano nonché amico. Prima di rientrare in caserma, riesaminando la scena dopo aver spento il fuoco, trovano un gatto morto che li insospettisce ed avviano pertanto le indagini assieme all'Ofi. Hermann viene a sapere che la festa che ospiterà presso il Molly sarà fatta per dei minorenni che vorrebbero bere ed ubriacarsi e si confida con Mouch sul da farsi. Intanto la moglie di Cruz sta per partorire e tutta la caserma si reca in ospedale. Hermann chiede a Trudy di inscenare un intervento da parte della polizia presso il Molly così da far annullare la festa ed evitare tutti i problemi del caso. Brett confida a Casey che non andrà con lui in Oregon ma vuole rimanere assieme a lui. Alla fine della puntata mentre Boden rientra ufficialmente alla 51, Casey parte per l'Oregon dopo l'abbraccio ed i saluti, non senza commozione, con tutti i suoi colleghi.

## Nessuna via d'uscita
- Titolo originale: "Dead zone"
- Diretto da: [[]]
- Scritto da: [[]], [[]]

### Trama
In caserma arriva una richiesta di intervento strana: la voce del 911 è diversa e sul luogo dell'intervento si vengono a trovare due autopompe invece di una squadra. Severide viene prestato da Boden all'Ofi e con Cigar si reca dal titolare della parrocchia bruciata che però non vuole aiutarli. Boden annuncia a tutta la caserma che degli hackers hanno messo fuori uso il 911. La caserma 51 diventa un ufficio satellite al 911 e gestirà tutte le chiamate smistandole alle altre caserme. Intanto Severide e Cigar parlando con un custode scoprono che il sacerdote avrebbe dovuto presentare i bilanci della sua parrocchia a breve ma non l'ha fatto. Mentre in caserma impazziscono per gestire le telefonate, Severide si reca dal sacerdote che trova avvolto dalle fiamme e sulle scale si scontra con un uomo in fuga. Improvvisamente in caserma le telefonate cessano perché il 911 funziona nuovamente. Intanto in ospedale il sacerdote è stato messo in coma farmacologico e pertanto non può parlare. 

## Chi dovrò temere?
- Titolo originale: "Whom Shall I Fear?"
- Diretto da: [[]]
- Scritto da: [[]], [[]]

### Trama
In caserma arriva un tenente sostituto per la 81. Gallo, abituato ad avere una certa libertà di azione sotto Casey, si trova a scontrarsi più di una volta con Pelham, il nuovo tenente, che non apprezza le sue iniziative. Dopo aver scoperto di un incendio nel passato vicino ad un'altra Chiesa Cattolica, Severide e Cigar si recano alla chiesa e, parlando con il titolare della parrocchia, scoprono che alcuni messali erano stati all'epoca imbrattati con strane scritte e, dopo averli acquisiti, si mettono ad indagare. La 51 interviene presso una chiesa cattolica e Boden chiama anche Severide ma si tratta di un falso allarme. Ritornati alla chiesa bruciata e parlando con la suora che la gestisce, scoprono che il vecchio custode si è licenziato e, controllando il magazzino, trovano parecchie tracce di materiale che si potrebbe usare per creare una bomba. Con l'aiuto dell'Intelligence, si recano a casa del vecchio custode dove trovano parecchie prove di una sorta di pazzia religiosa ed altrettante prove del fatto che stia organizzando una sorta di attentato. La 51 viene nuovamente richiesta alla stessa chiesa dall'intervento precedente ma Severide capisce che il problema non sarà dentro la Chiesa ma fuori nel parcheggio: il vecchio custode ha infatti predisposto un'autobomba che esplode senza far eccessivi danni vista la prontezza di Severide e degli altri Vigili del Fuoco nell'allontanare le persone circostanti. Brett e Gallo si confrontano su quanto sia dura l'assenza di Casey in caserma. Pelham viene confermato in caserma per alcuni altri turni e Gallo, dopo aver preparato come pranzo il famoso roast beef di cui Casey gli aveva consegnato la ricetta, dà la prima fetta al nuovo tenente in segno di pace. 

## Cos'è successo al Whiskey Point?
- Titolo originale: "What Happened at Whiskey Point?"
- Diretto da: [[]]
- Scritto da: [[]], [[]]

### Trama
Mouch ed Hermann si confrontano con Boden sul fatto che Pelham abbia avuto solo incarichi temporanei negli ultimi due anni e se ne domandano il perché: Boden aspetta dei documenti su di lui e quindi se c'è qualcosa di strano lo troveranno lì. Hermann, approfittando dell'ufficio vuoto di Casey, ci si trasferisce invocando il diritto di farlo per l'anzianità. Boden scopre che Pelham è stato sospeso in passato per un periodo piuttosto lungo e convoca quest'ultimo per avere chiarimenti. Boden vorrebbe tenerlo fisso presso la 51 ma vuole spiegazioni in merito alla sospensione ed il tenente gli rivela che non può dargliele. Mouch viene a sapere per via traverse il mistero che si nasconde dietro la sospensione di Pelham e gliene parla a Boden. Intanto Pelham, dopo l'ennesimo intervento in cui Gallo fa di testa sua, lo riprende in maniera decisa. Boden va a parlare con il vecchio superiore di Pelham che gli racconta com'era andata: il superiore aveva rubato durante un intervento, Pelham lo aveva scoperto e si era preso un pugno da lui ed aveva risposto alla sua aggressione ma il loro superiore aveva visto tutto e perciò Pelham era stato sospeso ed aveva perso il comando della sua squadra. Hawkins va a chiedere spiegazioni a Violet accusata di aver ripreso un civile durante un intervento e nel mentre lei si accascia per un dolore al fianco. Pelham comunica a Boden che non se la sente di rimanere alla 51 ma quest'ultimo gli dice che sa tutto e, dopo un ulteriore chiarimento da parte di Pelham, gli dice che dal suo punto di vista egli ha tutte le carte in regola per rimanere alla 51. In un intervento, Pelham fa entrare con sé Gallo tra le fiamme e quest'ultimo trova una bambina svenuta sotto ad un letto. Stupito dal fiuto di Gallo ed informato da lui della sua difficoltà ad agire durante gli interventi in cui sono presenti dei bambini, Pelham decide di smettere di essere così prevenuto nei confronti di Gallo e Gallo stesso chiede scusa al tenente. Alla fine dell'episodio, Severide va da Hermann con due sigari per farsi perdonare per l'atteggiamento che aveva tenuto nei suoi confronti quando Hermann si era trasferito nell'ufficio di Casey.

## Winterfest
- Titolo originale: "Winterfest"
- Diretto da: [[]]
- Scritto da: [[]], [[]]

### Trama
Gallo, Ritter e Violet si stanno preparando per esporre i loro prodotti al Winterfest. La caserma interviene in piena città per la caduta di un albero di Natale che ha travolto alcuni passanti. Uno di questi è un simpatico vecchietto che ogni Natale impersona Babbo Natale per i centri commerciali ed altre realtà cittadine. Mouch prende a cuore la sorte del vecchietto e si reca in ospedale a trovarlo. Mentre tra Hawkins e Violet sta nascendo inequivocabilmente qualcosa, Brett sta preparando il discorso da fare alla commissione per ottenere la continuazione del programma di paramedicina. Boden fa presente a Kelly che è stupito del fatto che Stella non si sia fatta viva per reclamare il posto da tenente della 81 ma Severide non sa che dire poiché nemmeno lui ha notizie di lei: se entro la fine del turno non si farà viva, Boden conferirà l'incarico a Pelham. Il trio del birrificio vince il primo premio al Winterfest per la miglior IPA. Hawkins chiede supporto a Mouch per fare una sorpresa a Brett: chiamerà tutti i pazienti della paramedicina a testimoniare davanti alla commissione sull'importanza di continuare questo progetto. Boden, in assenza di notizie da Stella, conferisce l'incarico a Pelham. Dopo la testimonianza dei pazienti della paramedicina, la commissione all'unanimità decide la continuazione del progetto di paramedicina. Alla fine della puntata Mouch riesce a farsi prestare il camion 81 da Boden per andare a prendere il vecchietto in ospedale e portarlo a fare il Babbo Natale presso una scuola in cui va ogni anno ed a cui tiene molto. Stella fa infine ritorno a casa. 

## Ritorno esplosivo
- Titolo originale: "Back with a bang"
- Diretto da: [[]]
- Scritto da: [[]], [[]]

### Trama
Stella appena rientrata spiega a Severide il perché sia rimasta via così tanto tempo e non sia tornata subito per il posto di tenente e cerca di farsi perdonare. Si chiarisce anche con Boden poco prima che la caserma venga chiamata per un incendio all'interno di un tunnel. Ritter trova nel tunnel un giovane poliziotto che aveva tentato di salvare una persona andata a fuoco e che adesso è paralizzato dalla paura e riesce a portarlo fuori. Ritter rivede in questo ragazzo sè stesso quando si era bloccato su una scala durante un incendio ed era stato poi sbloccato da Mouch e si informa della situazione del ragazzo tramite Trudy. Riceve poi uno strano biglietto dal giovane poliziotto che lo ringrazia ma il tono di quanto scritto sembra drammatico e pertanto va a trovarlo a casa. Arrivato a casa sua, viene a sapere che il ragazzo vuole lasciare la polizia ed allora, raccontandogli le sue difficoltà nel primo incendio, cerca di tirarlo su di morale. Brett va a trovare Casey e Stella si ritrova come partner il capo Hawkins. Durante un intervento pediatrico Violet si distingue e viene poi premiata. Trudy fa trasferire il giovane poliziotto presso il suo distretto per tenerlo d'occhio ed affiancarlo ad un collega migliore di quello precedente. Alla fine della puntata Kelly e Stella si ritrovano a parlare del futuro con qualche perplessità da parte di Kelly, essendosi sentito abbandonato durante l'assenza di Stella. 

## Tra due fuochi
- Titolo originale: "Fog of war"
- Diretto da: [[]]
- Scritto da: [[]], [[]]

### Trama
Brett rientra dal viaggio in Oregon ed Hermann si presenta in caserma con uno stereo portatile: una radio ha messo in palio diecimila dollari per chi riuscirà a trovare una persona che gira per la città, in base agli indizi proposti. Durante un intervento per un incidente in cui un'auto è andata contro un palo della luce, una giovane vigile del fuoco di un'altra caserma, intervenuta in supporto della 51, viene colpita da un cavo dell'alta tensione. La ragazza darà la colpa a Pelham che in quel momento dirigeva le operazioni sostenendo di aver avuto un determinato comando da lui. Severide va con Pelham a recuperare il trasformatore che aveva causato l'incendio ed insieme a Van Meter scopre che non era a norma. Boden chiede a tutta la caserma se qualcuno ha visto cosa è successo quando la vigile del fuoco è stata colpita dal cavo ma nessuno ha visto nulla. Stella conoscendo la ragazza va a parlarle e nota in lei un comportamento strano che riferisce a Boden il quale, indagando con un collega, viene a scoprire che della faccenda si sta interessando anche un altro comandante, lo stesso che ha mal visto l'assunzione di Pelham presso la 51. Va pertanto ad affrontare il suo collega comandante Kilbourne esponendogli cosa lui pensa sia successo: secondo Boden, Kilbourne non ha ben visto l'assunzione di Pelham alla 51 ed ha convinto la giovane vigile del fuoco ad inventarsi una storia contro Pelham per poterlo allontanare dal dipartimento. Brett intanto ha ricevuto la visita della sua giovanissima sorellina accompagnata dall'ex compagno della sua madre naturale che era morta qualche tempo prima. Alla fine della puntata Boden comunica a Pelham che hanno deciso di allontanarlo dal dipartimento.

## Dimostrazione di forza
- Titolo originale: "Show of force"
- Diretto da: [[]]
- Scritto da: [[]], [[]]

### Trama
Boden cerca di tranquillizzare Pelham e gli assicura la sua vicinanza ed il suo impegno per risolvere la questione. Con Pelham sospeso, il comando della 81 passa a Kidd che si distingue in un intervento e, al ritorno in caserma, rassicura Pelham che non ha intenzione di rubargli l'incarico di tenente della 81. Mouch annuncia che il galà annuale sarà solo per gli ufficiali per cui Ritter e Gallo cominciano a pensare ad una festa alternativa. Boden si reca a parlare con il vice-commissario Hill ma incontra un muro: per lei Pelham è fuori. Ne parla pertanto con Kelly e Stella ed insieme decidono un piano per salvare Pelham. Hermann, al dipartimento per un corso di aggiornamento, nota un ragazzo seduto vicino alla bacheca dei distintivi che legge un libro: è il fratello di un vigile del fuoco morto in un incendio che ogni tanto va lì per sentirsi più vicino al fratello. Kilbourne si fa vivo alla 51 per cercare di far capire a Boden la sua influenza e quest'ultimo decide di affrettare le cose contattando una persona che lo può aiutare nel caso Pelham. Incontra infatti Stafford, il capitano che Pelham aveva steso con un pugno ma che allo stesso tempo aveva coperto per un furto. Stafford si sente in debito con Pelham e quando Boden gli confida di sospettare che Kilbourne abbia architettato tutto, l'ex capitano, conoscendolo bene, dice a Boden che tale comportamento sarebbe nello stile di Kilbourne. Boden pertanto gli chiede di parlare con il vice-commissario Hill. Kidd decide di presentarsi al vice-commissario minacciando le sue dimissioni e quelle di Gallo e Mouch nel caso lei non le dedichi 5 minuti: Boden intanto arriva con Stafford e saranno ascoltati dalla Hill. Il vice-commissario e Stella vanno a trovare la ragazza che ha accusato Pelham e la convincono a dire la verità. Per sedare una lite continua fra due dei suoi figli, Hermann li porta in accademia a parlare con il ragazzo che aveva conosciuto poche ore prima: la sua testimonianza sull'importanza di un buon rapporto tra fratelli li convincerà a tenere buoni rapporti fra di loro. Al galà dei vigili del fuoco Boden e Kelly provocano un incontro fra il vice-commissario e Kilbourne: quest'ultimo sarà sospeso e destinato ad un incarico amministrativo in attesa di ulteriori indagini. Alla fine della puntata Stella va a casa di Pelham e gli porta la sua giacca: tutto è stato risolto e Boden vuole che egli torni al comando della 81. 

## Puzza di bruciato
- Titolo originale: "Fire cop"
- Diretto da: [[]]
- Scritto da: [[]], [[]]

### Trama
L'assistente di Boden nonché ex allieva di Kidd in ragazze contro il fuoco, si propone di dare una mano con il programma permettendo a Kidd di seguire la sua strada come tenente. Un incendio in un appartamento in cui vivono due sorelle, diventa oggetto di indagine da parte dell'Ofi e della polizia: la sorella più piccola viene infatti arrestata con l'accusa di averlo causato. Kelly e Cigar indagano e alla fine scoprono che si è trattato di una semplice reazione chimica tra le lenzuola lavate male di un letto e una crema messa dalla sorella minore.

## Un ufficiale grintoso
- Titolo originale: "An officer with grit"
- Diretto da: [[]]
- Scritto da: [[]], [[]]

### Trama
Durante un intervento al quale prende parte anche un'altra caserma, Kidd si imbatte nella 72, una squadra un po' goffa, e, venendo a sapere che il loro tenente si trasferirà, comincia a pensare di fare domanda per sostituirlo. Nel frattempo sull'ambulanza si guasta il riscaldamento e Hawkins mette una buona parola per dare la precedenza alla riparazione dell'ambulanza su altri interventi. Gallo vuole iscriversi ad uno dei corsi preparatori alla squadra con l'appoggio di Severide. Kidd chiede a Boden di poter sostituire il tenente della 72 e Boden, dopo essersi informato in merito, le comunica che si può fare. Stephanides, il vecchio titolare del Molly, si fa vivo e chiede ad Hermann di poter fare una serata dietro al bancone in ricordo dei tempi passati. Hermann, dopo averlo riempito di parole per la situazione tragica che gli aveva lasciato quando gli aveva venduto il locale, si lascia convincere da Mouch a concedergli una serata. Kidd riceve i documenti per il trasferimento alla 72 e Boden fa sapere a Pelham che dovrà trovare il sostituto di Kidd. Mentre Hermann racconta a Mouch che la sera precedente Stephanides ha offerto da bere a tutti i suoi amici che erano andati a trovarlo al Molly, quest'ultimo va a trovarlo in caserma e gli consegna una busta con l'incasso della serata precedente facendolo rimanere stupito. Gallo non trova posto per il corso ma Severide lo invita ad un incontro serale per metterlo in pari: uno degli allievi del corso si è fatto male e pertanto lui può subentrare. Alla fine della puntata Pelham, essendo grato a Kidd dell'aiuto che gli aveva dato nella faccenda della giovane che lo aveva accusato, le propone di subentrare come tenente della 81 e di lasciare a lui il trasferimento alla 72. 

## Il pezzo mancante
- Titolo originale: "The missing Piece"
- Diretto da: [[]]
- Scritto da: [[]], [[]]

### Trama
Alla 51 arriva un possibile sostituto per il camion 81. La squadra viene chiamata per il crollo di una scala in un edificio incendiato in cui è stata coinvolta Cigar. Hermann propone Mason a Kidd come sostituto per Pelham: il ragazzone è un vigile del fuoco di un'altra città che Hermann aveva conosciuto l'anno precedente in un intervento nel quale era stato da lui aiutato. Severide indaga sul crollo e scopre che è stato provocato manomettendo la scala prima dell'incendio. Brett si rende conto che è per lei necessario passare un po' di tempo con Casey e annuncia pertanto alle sue colleghe che si prenderà una lunga licenza. Severide e Cigar indagano e scoprono che il crollo era stato progettato e voluto per danneggiare gli investigatori dal padre di un ragazzo che aveva avuto in passato problemi con l'Ofi. Hermann porta al Molly Mason e chiede a Kidd se è possibile fargli fare un giro sul camion 81 al successivo turno per fargli vedere come si muovono i vigili di Chicago. Durante un intervento con un candidato per l'81, Kidd si rende conto che questa persona non è il tassello mancante che sta cercando e, poco dopo, in caserma capisce che Mason è la persona giusta per il suo camion e pertanto ne chiede l'assegnazione alla 81.

## Passionale e rapido
- Titolo originale: "Hot and fast"
- Diretto da: [[]]
- Scritto da: [[]], [[]]

### Trama
Mouch ed i colleghi cominciano a pensare ad uno scherzo da fare a Mason in quanto new entry della caserma. Durante un intervento, Cruz salva un bambino dell'Honduras, Javi, che non ha più i genitori e gli si affeziona talmente da prenderlo in adozione momentanea nell'attesa di trovare un parente a cui affidarlo. Mouch è pronto con gli altri per lo scherzo a Mason ma viene fermato da Kidd che non lo reputa una buona cosa da fare nei confronti di Mason. Quest'ultimo, più tardi, parlando con Kidd le rivela di aspettarsi uno scherzo come iniziazione e Kidd, pentendosi di aver fermato Mouch dal fargli uno scherzo, ne improvvisa uno con Cigar, l'unica persona che conosce e che è presente in quel momento in caserma. Alla fine della puntata Hawkins riceve una telefonata dal quartier generale nella quale lo invitano a presenziare ad un incontro con i capi: qualcuno ha visto lui e Violet baciarsi in servizio.

## Ti proteggo io
- Titolo originale: "Keep You Safe"
- Diretto da: [[]]
- Scritto da: [[]], [[]]

### Trama
Mentre Cruz si rende conto che si sta affezionando sempre più al bambino, Violet viene a sapere da Hawkins che una commissione sta valutando il suo operato degli ultimi tempi. In sostituzione di Brett che si è presa una lunga licenza arriva Emma. In un intervento la caserma trova un'auto divisa a metà in cui ci sono alcuni feriti. Una ragazza viene ricoverata ed il conducente, sebbene ferito, scappa. Il caso passa alla polizia che indaga. Cruz viene convocato a scuola per Javi che sembra andare molto bene. Da uno scontrino di prelievo rinvenuto sul luogo dell'incidente Kidd e la polizia capiscono che il conducente dell'auto stava portando un'altra persona a prelevare in diversi bancomat per derubarla. Kidd va a trovare più volte la ragazza ricoverata per farsi spiegare cosa è successo ma per paura lei non vuole parlare. Una volta dimessa la ragazza si reca alla 51 per raccontare tutto a Kidd. Insieme si recano alla polizia dove lei racconta tutto. Cruz parla con l'assistente sociale che gli dice che non sono stati in grado di trovare la parente di Javi che stavano cercando e chiedono pertanto a Cruz se vuole continuare a tenere Javi. A casa il bambino manifesta il desiderio di rimanere con loro. 

## Quello che c'è dentro di te
- Titolo originale: "What's inside you"
- Diretto da: [[]]
- Scritto da: [[]], [[]]

### Trama
Boden esce per fare delle esercitazioni con altre caserme. Passa anche per un alimentari per acquistare un paio di cose e si ritrova nel mezzo di un'azione criminale: un evaso ha sfondato con l'auto l'ingresso del negozio e ha preso in ostaggio tutti i presenti. Mentre Boden all'interno cerca di far ragionare il criminale, tutta la caserma 51, dopo aver saputo di quanto accaduto dal telegiornale, si mobilita. Boden viene incaricato dal criminale di andare a vedere se c'è altra gente nel magazzino del negozio: ed in effetti lì ci sono molte persone nascoste ma Boden non glielo dice. Il ragazzo libera una persona ferita mentre la squadra tenta di far uscire le persone nascoste nel magazzino da un lucernario. Alla fine un avvocato riesce a convincere il ragazzo ad arrendersi. Tutto finisce ma all'interno del negozio viene ritrovato il cadavere di una persona colpita alla testa da una pallottola proveniente dall'esterno. Boden è pronto a testimoniare che questa persona non è stata uccisa dal ragazzo. Al rientro in caserma Hermann, Severide e Kidd vanno a parlare con Boden che è scosso dal fatto che si è accorto troppo tardi che c'era una persona ferita alla testa.

## Finisci ciò che hai iniziato
- Titolo originale: "Finish what you started"
- Diretto da: [[]]
- Scritto da: [[]], [[]]

### Trama
La 51 viene chiamata per un incendio dovuto ad un motore caduto da un aereo. Mason si distingue per la tecnica che usa per far crollare un muro così da consentire l'uscita delle persone intrappolate dentro ad uno stabile. Un rappresentante della FAA indaga sul motore caduto e, cercando di ricostruire quanto accaduto, si accorge che manca un pezzo fondamentale per le indagini e pertanto si reca alla 51 per avere dei chiarimenti: pare che Severide sia stato visto prendere il pezzo mancante del motore. La FAA minaccia ripercussioni legali se non verrà riconsegnato il pezzo e Severide si mette ad indagare su dove possa essere. Si reca pertanto presso la scuola sulla quale è caduto il motore cercando di avere informazioni dagli studenti senza risultato. In caserma poi si presenta un ragazzo della scuola e fa vedere a Ritter un video in cui un altro ragazzo mostra il pezzo mancante. Severide pertanto torna alla scuola e convince il ragazzo a farsi consegnare il pezzo del motore. Violet parlando con Gallo e Ritter scopre che il nuovo paramedico Emma non ha mai fatto la scuola di medicina che aveva dichiarato di aver fatto. Inoltre quest'ultima si è comportata in modo strano in diversi interventi e tutto ciò mette in allarme Violet che ha paura che Emma voglia farle le scarpe. Severide riconsegna il pezzo mancante del motore alla FAA e Violet chiede a Hawkins se può trasferire Emma ad un'altra caserma: non può farlo perché è sotto osservazione.

## A metà strada dalla luna
- Titolo originale: "Halfway to the moon"
- Diretto da: [[]]
- Scritto da: [[]], [[]]

### Trama
Violet, parlando con Ritter e Gallo, si dimostra preoccupata per i comportamenti di Emma. In caserma arriva il marito di un'amica di Cindy che vorrebbe da Hermann dei consigli in quanto sta per aprire un suo bar. 81 e squadra vengano chiamati per salvare un uomo appeso ad una gru: Severide chiede a Kidd di prestargli Gallo come test per vedere se quest'ultimo è adatto per la squadra. Il test viene superato brillantemente e, una volta in caserma, Gallo confida a Kidd che vorrebbe passare alla squadra. Kidd va a parlare con Severide e gli dice che non è contenta che lui le rubi gli uomini del camion e gli consiglia di farsi da parte. Con la scusa di avere il cellulare scarico, Emma chiede a Violet di poter consultare l'orario di un fioraio con il suo cellulare: scoprirà, senza dire niente, la chat che Violet intrattiene con Hawkins. Gallo chiede ufficialmente a Severide di poter entrare a far parte della squadra ma quest'ultimo temporeggia per paura di uno scontro con Kidd. Emma nel tentativo di trovare un alleato in caserma si confida con Mason sulle difficoltà che trova nel rapporto con Violet. Mentre Hermann si accorge che il nuovo bar è una fotocopia del Molly e se la prende, Severide parlando con Kidd le fa capire che sarebbe giusto che lei lasciasse andare per la sua strada Gallo che ormai mira alla squadra da diverso tempo. Durante un intervento dell'ambulanza, si scopre che manca il nebulizzatore: Emma quindi improvvisa per creare qualcosa che possa sostituirlo ma Violet è molto stupita poiché aveva rifornito lei la borsa medica. Al ritorna in caserma parlando con Ritter, si rende conto di essere molto tesa e perciò pensa di poter aver fatto un errore nella rifornimento della borsa e decide che cercherà, per il resto del tempo in cui Emma sarà la sua collega, di andarci più leggera. Gallo confidandosi con il suo ex tenente Pelham gli chiede qualche consiglio sul passare o meno alla squadra e Pelham lo incita a seguire la propria strada ma gli fa anche notare che Kidd lo ha sempre protetto. Più tardi al Molly Gallo confiderà a Kidd che non vuole lasciare il camion, almeno per il momento. Emma aspetta Hawkins all'uscita del quartier generale e gli dice che durante un intervento Violet ha fatto un errore: lui potrà trasferire Violet in un'altra caserma dando a lei il suo posto oppure lei farà rapporto su quanto accaduto mettendo a rischio il posto di lavoro di Violet e, se non basta, porterà alla luce la loro relazione. Alla fine della puntata Severide e Kidd, dopo aver parlato dei preparativi del matrimonio, si scontrano su quanto successo a proposito di Gallo.

## Un'ultima occasione
- Titolo originale: "Last chance"
- Diretto da: [[]]
- Scritto da: [[]], [[]]

### Trama
Violet è in pensiero per quello che Emma minaccia di fare mentre Kidd e Severide più si avvicinano al matrimonio e più ne sembrano spaventati. In caserma Capp e Tony danneggiano l'amato divano di Mouch e quest'ultimo avvia delle indagini per scoprire chi sia stato con la collaborazione di Ritter. La 51 interviene in un incidente che coinvolge un furgoncino degli hot dog nel quale Severide ci vede qualcosa di sospetto. Violet dice le ultime novità a Gallo e gli chiede di non dire nulla ma quest'ultimo decide di andare a parlare con Hawkins ed indagare su Emma. Va a trovare pertanto il suo ex capo che nasconde evidentemente qualcosa, non volendo parlare della ragazza: è ormai ovvio quindi che Emma nasconde qualcosa. In caserma si presenta il padrone del furgoncino chiedendo dove sia stato portato. Severide e Cruz cercano il furgoncino trovandolo ma durante l'ispezione dello stesso trovano una finta bombola piena di droga. Severide chiama quindi l'Intelligence e mentre la polizia arriva viene aggredito dal proprietario del furgoncino. Uscendo poi dalla caserma a fine turno, viene chiamato da un passante per soccorrere la moglie e, imboccato un vicolo poco distante, viene aggredito da due uomini. La polizia si reca in ospedale dove egli viene medicato e riconosce da una foto una delle persone presenti alla sua aggressione. Alla fine della puntata Emma fa pressione ad Hawkins perché ufficializzi la sua presenza alla 51. 

## Chicago è una magnifica città
- Titolo originale: "The magnificent city of Chicago"
- Diretto da: [[]]
- Scritto da: [[]], [[]]

### Trama
Severide riconosce altre due persone dell'aggressione dalle foto segnaletiche e si dichiara disponibile a testimoniare. Lui e Kidd decidono di anticipare il matrimonio e di farlo di lì a tre giorni. Brett rientra a Chicago e va subito a trovare i colleghi della 51 e Violet le confida le difficoltà che sta avendo con Emma. Hermann coordina le attività necessarie all'organizzazione del matrimonio assegnando ad ognuno un compito e Kidd va nell'ufficio di Boden chiedendogli di accompagnarla all'altare. Severide va in tribunale per rendere testimonianza al procuratore ma, mentre ne cerca l'ufficio, riconosce uno degli aggressori e, venendo da lui aggredito, si difende e lo fa volare da una finestra. Hawkins si reca dal vicecommissario Hill per raccontarle quanto succede con Emma ma dall'incontro non ne ricava nessun aiuto. In occasione del matrimonio di Severide, Casey si rifà vivo in caserma come testimone di nozze. La polizia annuncia a Severide che il capo della banda che lo aveva aggredito è fuggito in un altro stato e che quindi, almeno per ora, può stare tranquillo. Durante un intervento per un incendio, Emma fugge improvvisamente spaventata dal fuoco che avanza e viene accusata da Hawkins, presente sulla scena, di avere lasciato la partner da sola: le consiglia pertanto di finire il turno, svuotare l'armadietto ed andarsene dalla 51. Mentre Kidd viene truccata per il matrimonio, Severide ha una conversazione con Casey il quale gli confida che è stato bello vederlo cambiare da quando sta con Kidd. Mentre Violet tira un sospiro di sollievo per la conclusione della vicenda di Emma, tutta la caserma si reca al matrimonio. Una volta sul posto scoprono che la location è già stata riservata ad un altro matrimonio ma, dopo un attimo di smarrimento generale, interviene Casey che ha appena parlato con il comandante di un barcone destinato ai turisti ed ormeggiato lì vicino. Il barcone è disponibile ed in grado di ospitare tutti ed inoltre il comandante ha l'autorità per celebrare un matrimonio. Boden accompagna quindi Kidd davanti al comandante e, dopo essersi scambiati le promesse, lei e Severide si sposano. Durante i festeggiamenti Brett chiede a Casey quanto tempo potrà durare il loro rapporto a distanza ed egli le risponde che non lo sa. Alla fine dell'episodio, mentre Kidd e Severide entrano nella baita al lago di quest'ultimo, un'auto nell'oscurità si avvicina in maniera sospetta.